# Rio Buciumeni
O Rio Buciumeni é um rio da Romênia afluente do Rio Şomuzul Mare, localizado no distrito de Suceava.